# باد لیبن‌زل
شهر باد لیبن‌زل در ایالت بادن-وورتمبرگ در کشور آلمان واقع شده است.

## نگارخانه

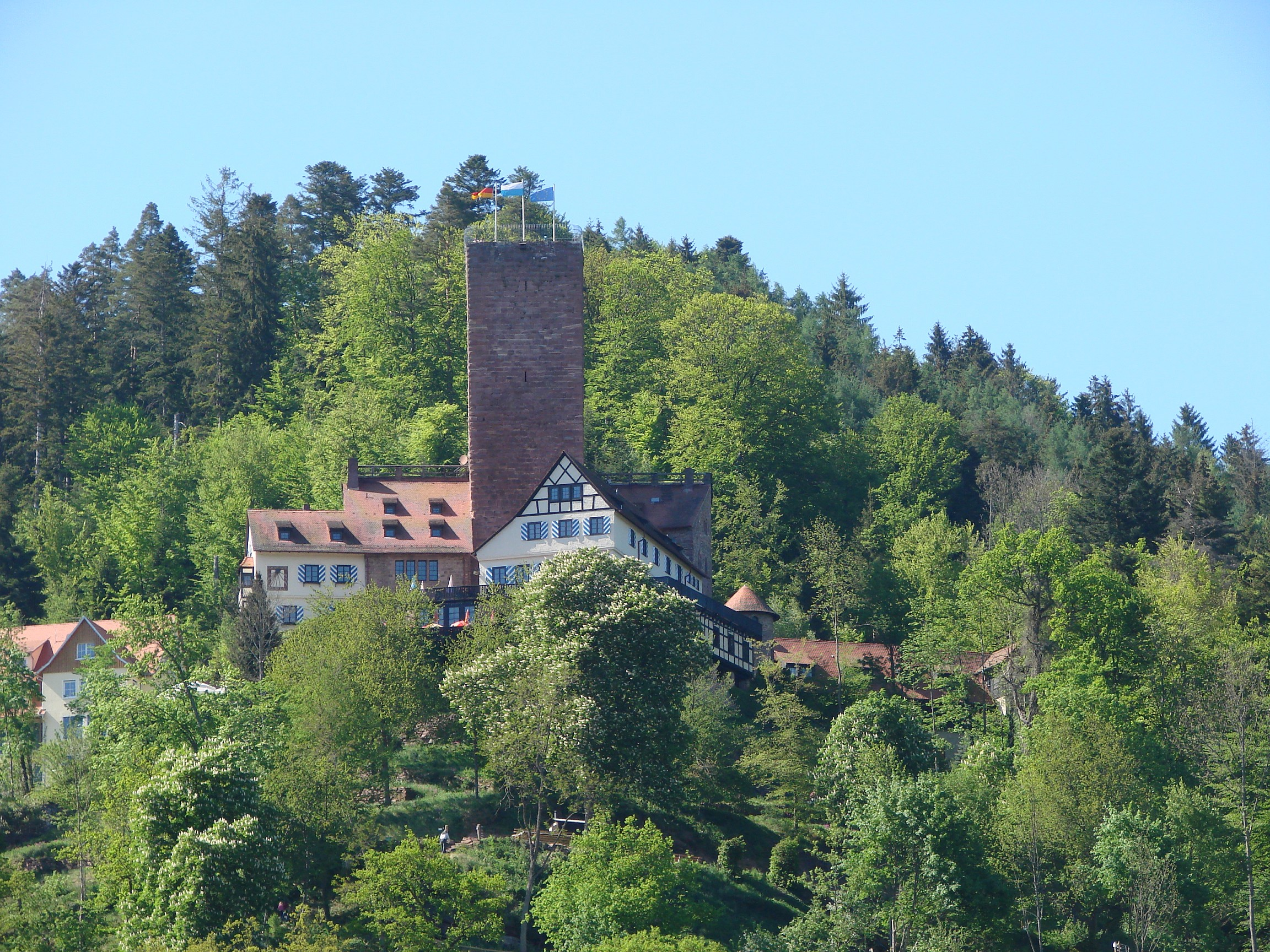
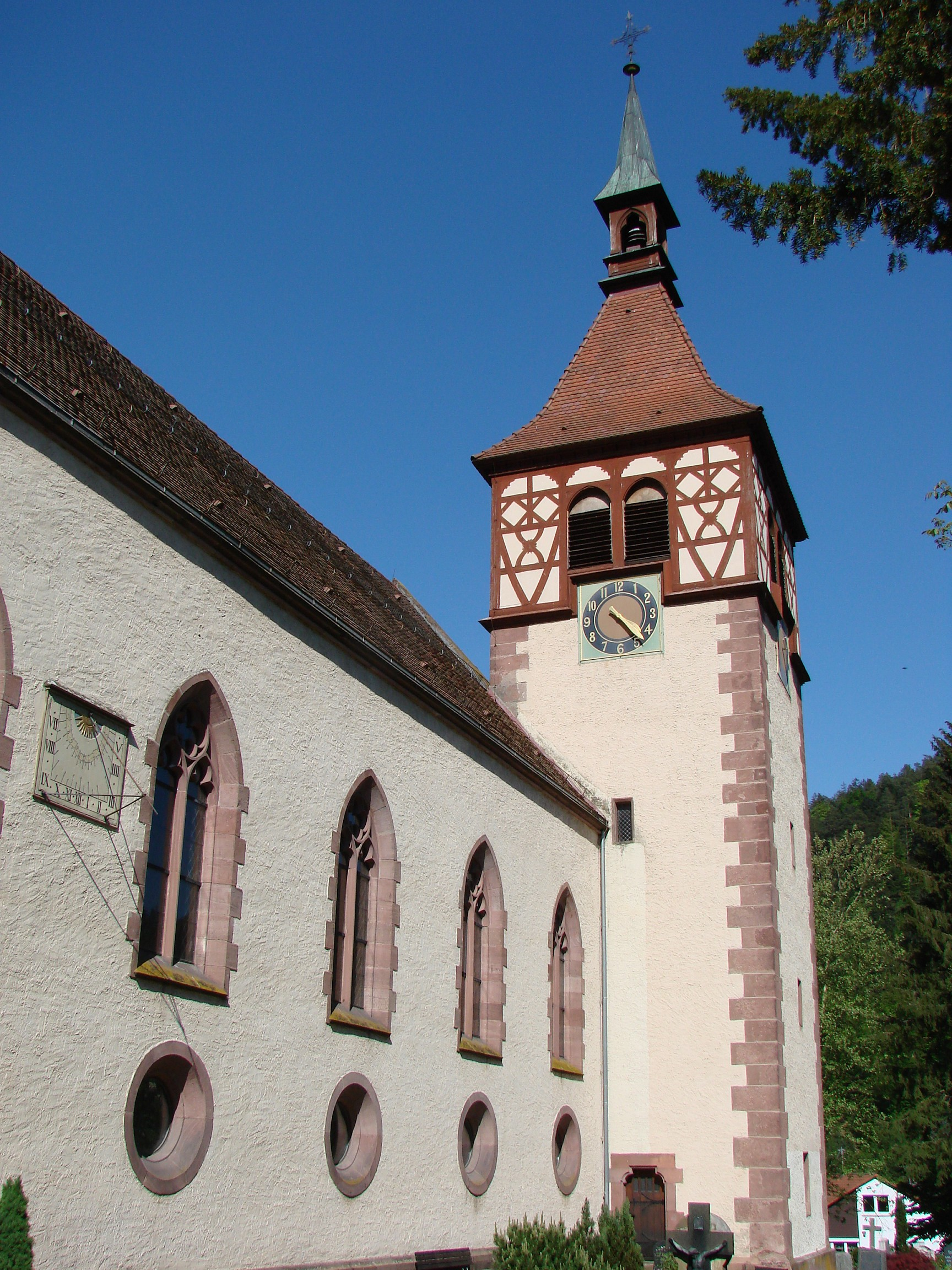
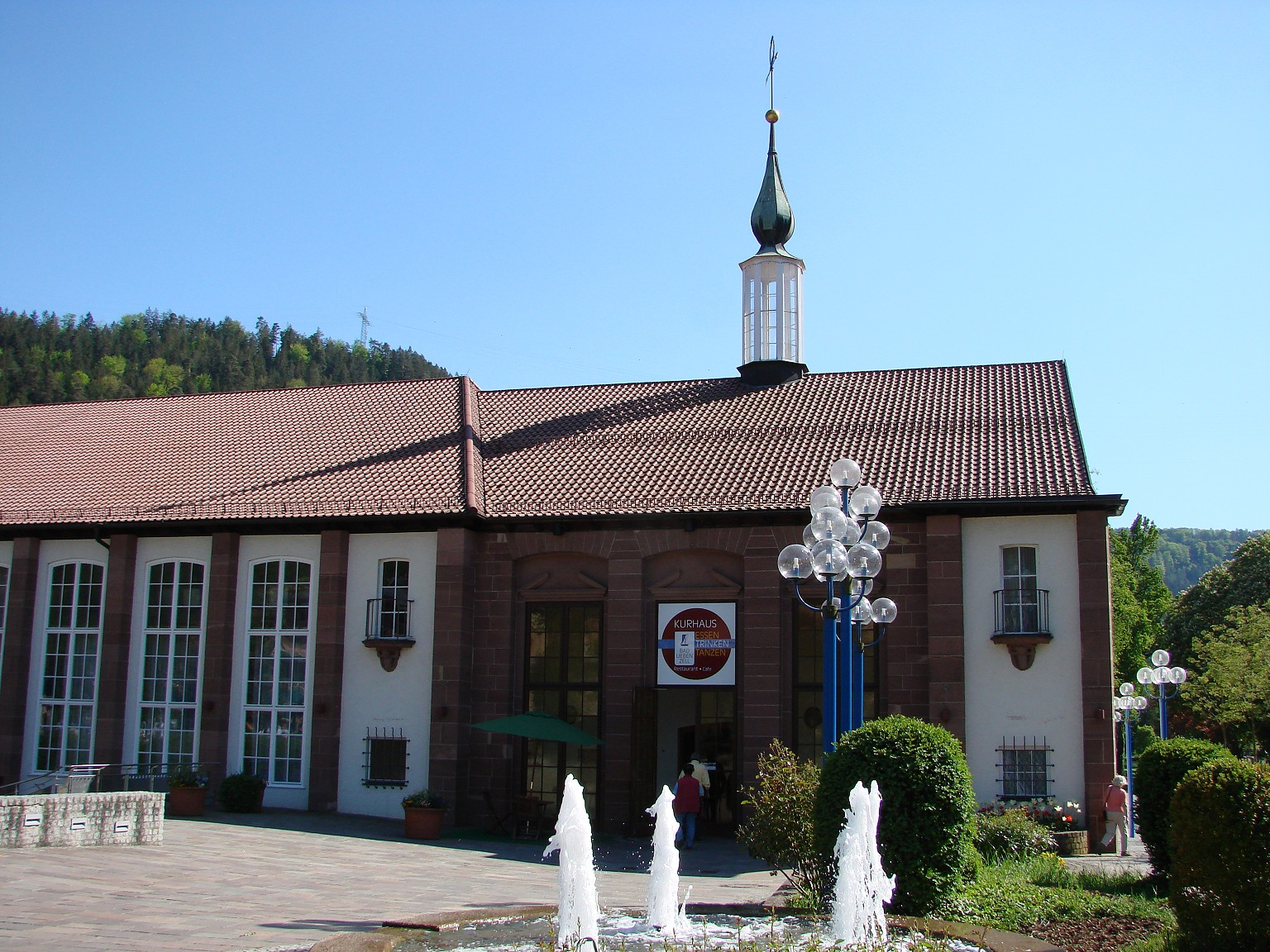
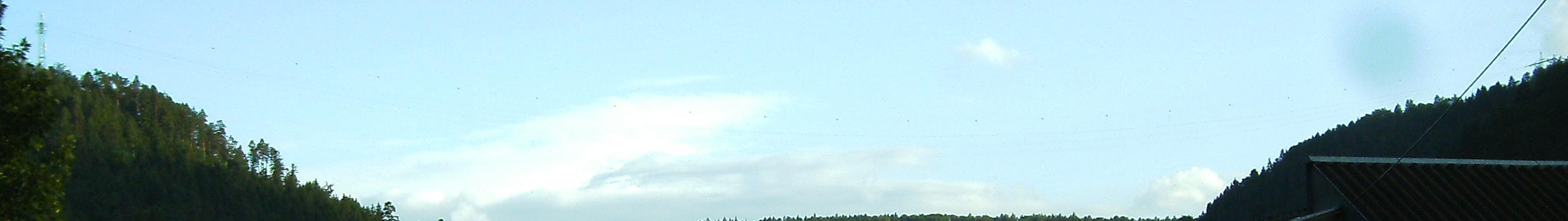
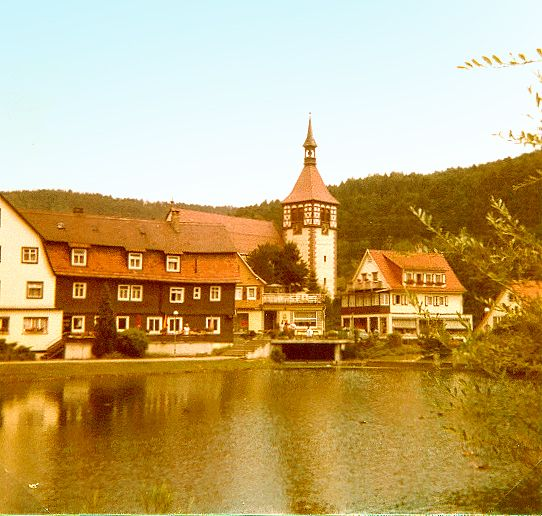